# Ommidion
Ommidion is een kevergeslacht uit de familie van de boktorren (Cerambycidae). De wetenschappelijke naam van het geslacht werd voor het eerst geldig gepubliceerd in 1840 door Newman.

## Soorten
Ommidion omvat de volgende soorten:
- Ommidion mirim Martins, 1998
- Ommidion modestum Newman, 1840